# Das Beste aus... Gottes Beitrag und Teufels Werk
Das Beste aus... Gottes Beitrag und Teufels Werk är det fjärde musikalbumet av den tyska gruppen E Nomine.
Gottes Beitrag und Teufels Werk är ett samlingsalbum.

## Normal CD
1. Gottes Beitrag und Teufels Werk
2. Vater Unser
3. Mitternacht
4. Nebelpfade
5. Das Omen (im Kreis des Bösen)
6. Der Ring der Nibelungen
7. Wolfen (das Tier in mir)
8. Nachtwache (Blaubeermund)
9. Die Runen von Asgard
10. Schwarze Sonne
11. Opus Magnum
12. Laetitia
13. Die schwarzen Reiter
14. E Nomine (Denn sie wissen nicht was sie tun)
15. Das Böse
16. Deine Welt
17. Spiegelbilder
18. Bibelworte des Allmächtigen
19. Der Turm
20. Vater Unser, Pt. 2 (Psalm 23)

## Limited Edition
1. Gottes Beitrag und Teufels Werk
2. Vater Unser
3. Mitternacht
4. Nebelpfade
5. Das Omen (im Kreis des Bösen)
6. Der Ring der Nibelungen
7. Wolfen (das Tier in mir)
8. Nachtwache (Blaubeermund)
9. Die Runen von Asgard
10. Schwarze Sonne
11. Opus Magnum
12. Laetitia
13. Die schwarzen Reiter
14. E Nomine (Denn sie wissen nicht was sie tun)
15. Das Böse
16. Deine Welt
17. Spiegelbilder
18. Bibelworte des Allmächtigen
19. Der Turm
20. Vater Unser, Pt. 2 (Psalm 23)
21. Drachengold
22. E Nomine (Denn sie wissen nicht was sie tun) (Hitmix)
23. Morgan le Fay/Mondengel/König Herodes/Laetitia/Spiegelbilder (Classic Medley)
24. Deine Welt (Orchester Version)
25. Schwarze Sonne (Mulitmedia Track)
26. Schwarze Sonne (Making of Video)